# Geometrisk brownsk rörelse
En geometrisk brownsk rörelse (engelska: Geometric Brownian Motion eller GBM) är en tidskontinuerlig stokastisk process där logaritmen av den slumpmässigt varierande kvantiteten följer en Brownsk rörelse, det vill säga en Wienerprocess.
En stokastisk process St beskriver en geometrisk Brownsk rörelse ifall den uppfyller den stokastiska differentialekvationen
{\displaystyle dS_{t}=u\,S_{t}\,dt+v\,S_{t}\,dW_{t}}
där {Wt} är en Wienerprocess; u och v är konstanter.